# I Did Something Bad (pjesma Taylor Swift)
"I Did Something Bad" je pjesma američke pop kantautorice Taylor Swift koja je pjesmu napisala zajedno s producentima Maxom Martinom i Shellbackom. To je treća pjesma na Swiftinom šestom studijskom albumu Reputation (2017). Swift je izvela pjesmu na American Music Awardsu 2018. godine.

## O pjesmi i glazbenom videu
"I Did Something Bad" traje tri minute i pedeset osam sekundi i ima tempo od 86 otkucaja u minuti. Swift ga izvodi u ključu G-mol u rasponu glasova od G3 do D5.
Glazbeno, pjesma sadrži "tešku" elektronsku produkciju, dok je u početku pisana na klaviru. Swift je također objasnila iHeartRadiju da joj je ideja za dio produkcije pjesme došla u snu. Swift je taj koncept opisala producentima koji su postavili efekt na snimku Swiftinog glasa kako bi stvorili efekt koji se odvija nakon zbora, jer nisu mogao upotrijebiti odgovarajući instrument za taj zvuk.
Tekstualno, pjesma govori o Swift koja je zadovoljna sama sobom sa svojim postupcima, bez obzira na to što svijet i mediji misle o njoj. Pričalo se da je pjesma usmjerena na njezina bivšeg dečka Calvina Harrisa ili Kanye Westa.

## Ljestvice
| Ljestvice                  | Najviša pozicija |
| -------------------------- | ---------------- |
| Novi Zeland                | 5                |
| Sjedinjene Američke Države | 14               |
| Ujedinjeno Kraljevstvo     | 20               |